# Inductor (biologie)
Een inductor is een molecuul dat genexpressie van een organisme kan activeren. Dit gebeurt door het binden van de inductor aan een repressor, een eiwit dat het aflezen van een gen normaal gesproken remt. Het verband tussen een inductor en een repressor is dus dat de inductor de repressor "uitschakelt", waardoor het gen tot expressie kan komen.

## Genregulatie
Genregulatie is het proces waarbij cellen de expressie van hun genen reguleren, zodat specifieke genen alleen worden afgelezen wanneer ze nodig zijn. Een van de manieren waarop dit gebeurt, is door middel van repressoren, eiwitten die aan specifieke delen van het DNA binden en voorkomen dat RNA-polymerase, het enzym dat de genetische code afleest, toegang heeft tot het gen.
De aanwezigheid van een inductor kan de werking van een repressor opheffen. Een inductor is een molecuul dat de repressor bindt en deze "uitschakelt". Hierdoor kan RNA-polymerase toegang krijgen tot het gen en kan de expressie van het gen worden gestimuleerd. Dit proces wordt inductie genoemd.

## Voorbeeld
Een bekend voorbeeld van inductoren en repressoren in de biologie is het lac-operon bij bacteriën. Het lac-operon is een set van genen die betrokken zijn bij de afbraak van lactose. Wanneer lactose aanwezig is, wordt het afgebroken door de enzymen die door deze genen worden geproduceerd.
Het lac-operon wordt gereguleerd door een repressor-eiwit genaamd LacI, dat zich normaal gesproken bindt aan het operatorgedeelte van het DNA, waardoor RNA-polymerase niet in staat is om het gen te lezen en de genexpressie stil te leggen. Wanneer er lactose aanwezig is, wordt deze door het inductor-molecuul allolactose omgezet in een conformatie die de LacI-repressor niet meer kan binden. Hierdoor kan RNA-polymerase het gen aflezen en de enzymen produceren die nodig zijn voor de afbraak van lactose.